# Luperosaurus
Luperosaurus – rodzaj jaszczurek z rodziny gekonowatych (Gekkonidae).

## Zasięg występowania
Rodzaj obejmuje gatunki występujące w Filipinach i Indonezji.

## Systematyka
Rodzaj zdefiniował w 1845 roku angielski zoolog John Edward Gray w publikacji własnego autorstwa poświęconej spisowi okazów gadów znajdujących się w zbiorach Muzeum Brytyjskiego. Gatunkiem typowym jest (oznaczenie monotypowe) Luperosaurus cumingii.

### Etymologia
Luperosaurus: gr. λυπηρος lupēros ‘smutny, przykry’; σαυρος sauros ‘jaszczurka’.

### Podział systematyczny
Do rodzaju należą następujące gatunki: 
- Luperosaurus angliit Brown, Diesmos & Oliveros, 2011
- Luperosaurus corfieldi Gaulke, Rösler & Brown, 2007
- Luperosaurus cumingii (Gray, 1845)
- Luperosaurus joloensis Taylor, 1918
- Luperosaurus kubli Brown, Diesmos & Duya, 2007
- Luperosaurus macgregori Stejneger, 1907
- Luperosaurus palawanensis Brown & Alcala, 1978
- Luperosaurus yasumai Ota, Sengoku & Hikida, 1996